# Belluire
Belluire és un municipi francès situat al departament del Charente Marítim i a la regió de la Nova Aquitània. L'any 2007 tenia 170 habitants.

## Demografia

### Població
El 2007 la població de fet de Belluire era de 170 persones. Hi havia 65 famílies de les quals 12 eren unipersonals (12 homes vivint sols), 29 parelles sense fills, 20 parelles amb fills i 4 famílies monoparentals amb fills.
La població ha evolucionat segons el següent gràfic:
Habitants censats

### Habitatges
El 2007 hi havia 90 habitatges, 67 eren l'habitatge principal de la família, 5 eren segones residències i 18 estaven desocupats. Tots els 90 habitatges eren cases. Dels 67 habitatges principals, 58 estaven ocupats pels seus propietaris, 6 estaven llogats i ocupats pels llogaters i 2 estaven cedits a títol gratuït; 1 tenia dues cambres, 7 en tenien tres, 19 en tenien quatre i 39 en tenien cinc o més. 50 habitatges disposaven pel capbaix d'una plaça de pàrquing. A 21 habitatges hi havia un automòbil i a 40 n'hi havia dos o més.

### Piràmide de població
La piràmide de població per edats i sexe el 2009 era:
| Homes | Edats   | Dones |
| ----- | ------- | ----- |
| 0     | 95 o +  | 0     |
| 0     | 90 a 94 | 0     |
| 0     | 85 a 89 | 0     |
| 4     | 80 a 84 | 8     |
| 4     | 75 a 79 | 4     |
| 0     | 70 a 74 | 4     |
| 4     | 65 a 69 | 4     |
| 4     | 60 a 64 | 0     |
| 8     | 55 a 59 | 4     |
| 12    | 50 a 54 | 0     |
| 4     | 45 a 49 | 12    |
| 8     | 40 a 44 | 12    |
| 0     | 35 a 39 | 4     |
| 12    | 30 a 34 | 0     |
| 28    | 25 a 29 | 8     |
| 4     | 20 a 24 | 0     |
| 8     | 15 a 19 | 4     |
| 0     | 10 a 14 | 4     |
| 4     | 5 a 9   | 8     |
| 8     | 0 a 4   | 0     |

## Economia
El 2007 la població en edat de treballar era de 108 persones, 81 eren actives i 27 eren inactives. De les 81 persones actives 75 estaven ocupades (43 homes i 32 dones) i 6 estaven aturades (1 home i 5 dones). De les 27 persones inactives 11 estaven jubilades, 7 estaven estudiant i 9 estaven classificades com a «altres inactius».

### Ingressos
El 2009 a Belluire hi havia 75 unitats fiscals que integraven 190 persones, la mediana anual d'ingressos fiscals per persona era de 16.133 €.

### Activitats econòmiques
Dels 9 establiments que hi havia el 2007, 3 eren d'empreses de fabricació d'altres productes industrials, 1 d'una empresa de construcció, 2 d'empreses de comerç i reparació d'automòbils, 1 d'una empresa d'hostatgeria i restauració, 1 d'una empresa de serveis i 1 d'una empresa classificada com a «altres activitats de serveis».
Dels 3 establiments de servei als particulars que hi havia el 2009, 2 eren tallers de reparació d'automòbils i de material agrícola i 1 electricista.
L'any 2000 a Belluire hi havia 12 explotacions agrícoles que ocupaven un total de 360 hectàrees.

## Poblacions més properes
El següent diagrama mostra les poblacions més properes.